# Marco Rojas
Marco Rodrigo Rojas, né le 5 novembre 1991 à Hamilton, est un footballeur international néo-zélandais d'origine chilienne. Il évolue actuellement au poste d'ailier au Wellington Phoenix.

## Biographie

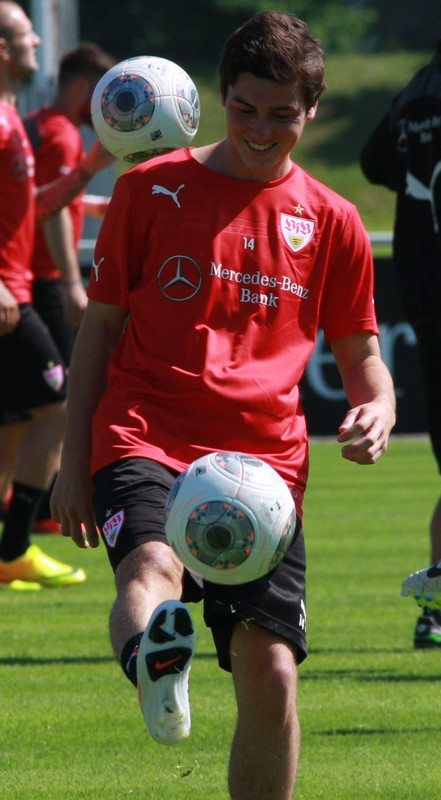
Rojas avec le VfB Stuttgart en 2013

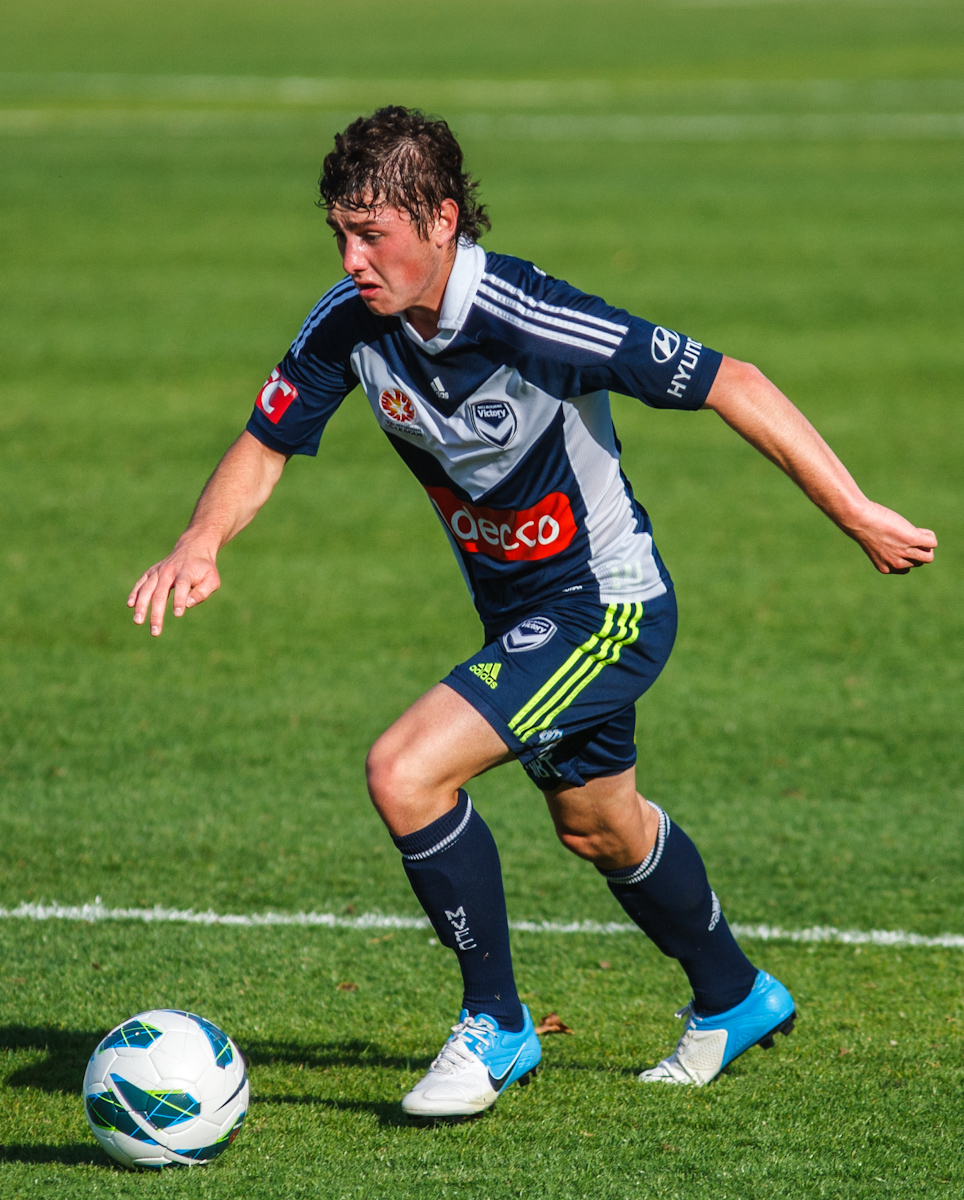
Rojas avec le Melbourne Victory en 2012

Après la fin de son contrat à Melbourne en avril 2013, Rojas est transféré au VfB Stuttgart pour la saison 2013-2014. En août 2014, il est prêté au SpVgg Greuther Fürth.
Le 26 juillet 2017, il s'engage avec le club néerlandais du SC Heerenveen.

## Palmarès

### En club
Vierge

### En sélection
- Équipe de Nouvelle-Zélande des moins de 20 ans
  - Vainqueur du Championnat d'Océanie des moins de 20 ans en 2011

- Équipe de Nouvelle-Zélande
  - Vainqueur de la Coupe d'Océanie en 2016

### Distinctions personnelles
- Élu footballeur océanien de l'année en 2012
- Vainqueur de la Médaille Johnny Warren (récompensant le meilleur joueur du Championnat d'Australie) en 2013
- Élu meilleur espoir du Championnat d'Australie en 2013
- Membre de l'équipe type du Championnat d'Australie en 2013